# Josef Daněk (vynálezce)
Josef Daněk (8. dubna 1920 Kotvrdovice – 21. května 2001 Třemošnice) byl český technik a vynálezce, který vyvinul československou vlakovou pneumatickou brzdu. Na základě jeho úspěchu byla založena firma DAKO v Třemošnici.

## Biografie
Josef Daněk se narodil 8. dubna 1920 v Kotvrdovicích v okrese Blansko. Vyučil se soustružníkem a vystudoval Vyšší průmyslovou školu strojnickou v Brně. Po studiích pracoval jako technik ve výrobě vlakových brzd typu Božič v závodě Škoda - Adamov. Když byla v roce 1949 tato výroba přesunuta do Třemošnice, přestěhoval se tam. V té době mu bylo 29 let.

## Vývoj československé vlakové brzdy
Po socialistickém závazku podniku Kovolis Třemošnice vyvinout vlastní československou brzdu pro trhy RVHP byl pověřen vedením týmu, který měl tento závazek splnit. V roce 1953 byla vyrobena první série rozváděčů DAKO C a ty byly v roce 1954 předvedeny brzdové subkomisi Mezinárodní železniční unie (UIC) a  brzdová subkomise připustila v roce 1955 rozváděč DAKO C k užití v mezinárodním provozu.
Již v průběhu zkoušek však byly na rozváděči DAKO C provedeny úpravy vedoucí ke zvýšení jeho provozní spolehlivosti a tak byly v roce 1956 v Českých Budějovicích předvedeny rozváděče DAKO CV a DAKO CV-1, které byly brzdovou subkomisí schváleny jako odvozeniny již schválené brzdy DAKO C. Mimochodem: zkoušky rozváděčů DAKO C, DAKO CV a DAKO CV-1 se prováděly i na vlacích o sto vozech. Vyrábět se však začal pouze rozváděč DAKO CV-1. Za tuto aktivitu byl Josef Daněk v roce 1957 odměněn Státní cenou Klementa Gottwalda. Kolektiv vývojových pracovníků Ing. Miloš Rais, Jaroslav Špatenka, Karel Holub, lng. Antonín Kříž a Ing. Bohumil Fořt byli oceněni Řádem práce. V roce 1959 tento kolektiv přišel s rychlíkovou brzdou DAKO R.
V roce 1967 již byla železniční brzda DAKO vyráběna v novém závodě v Třemošnici u nádraží, který byl pojmenován DAKO (pojmenování vzniklo jako zkratka počátečních písmen tvůrce brzdy Daňka a závodu KOVOLIS). Brzda má unikátní vlastnosti. V roce 2000 využil tým vývojářů DAKO-CZ odkazu (a ještě i konzultací) p. Daňka v modifikovaném rozvaděči CV-1nD.
Opětovná homologace proběhla před komisí UIC, složené z cca 20 reprezentantů národních železnic evropských zemí, která se tenkráte sešla a zkoušela charakteristiky rozváděče přímo v Třemošnici. Rozváděč DAKO CV1nD a další součásti brzdové výstroje DAKO (jako jsou například zařízení pro samočinné brzdění nákladu, protismykové zařízení či elektromagnetická kolejnicová brzda) splňují i požadavky Technických specifikací pro interoperabilitu (TSI) a příslušných evropských norem resp. vyhlášek UIC.

## Poslední léta
Josef Daněk dožil svá poslední léta v Třemošnici, kde zemřel náhle 29. května 2001 ve věku 81 let.